# 艾德蒙·奥布莱恩
艾德蒙·奥布莱恩（英語：Edmond O'Brien，1915年9月10日—1985年5月9日），原名埃蒙·約瑟夫·奧布萊恩（Eamon Joseph O'Brien），是一位美国电影导演和演员。在近四十年的职业生涯中，他赢得了一个奥斯卡奖，两个金球奖。
奥布莱恩出演的电影包括《警匪喋血戰》、《一九八四》、《雙虎屠龍》和《日落黃沙》。